# Konzerva za napitke
Konzerva za napitke je metalna posuda (’kontejner’) dizajnirana da čuva fiksiranu količinu tečnosti kao što su karbonirana meka pića, alkoholna pića, voćni sokovi, biljni čajevi, energetska pića itd. Konzerve za napitke mogu da se prave od aluminijuma (75% proizvodnje u svetu) ili čelika platiranog olovom (25% proizvodnje u svetu). Svetska proizvodnja za sve konzerve za napitke je približno 370 milijardi konzervi godišnje u celom svetu.